# Mávros Krínos
Mávros Krínos (le lys noir en grec) également appelé Black Lily est une organisation armée nationale-révolutionnaire grecque fondée pour soutenir le régime syrien de Bachar el-Assad contre l'Opposition syrienne et les djihadistes sunnites.

## Histoire
Mávros Krínos a été fondé en 2013, le groupe porte le nom d'un site du même nom.
Le groupe a été décrit comme potentiellement plus dangereux que le parti Aube dorée.
Pendant la guerre civile syrienne, le groupe est actif, aux côtés d'autres nationaux-révolutionnaires d'Europe dans la guerre. Stavros Libovisis, du groupe de rédaction de Mávros Krínos a déclaré lors d'une interview « Il est difficile de déterminer avec précision le nombre exact de combattants européens présents, mais ces derniers temps, des milliers de Russes, d'Ukrainiens et de Polonais se sont déclarés prêts à combattre aux côtés du « Lion de Syrie », c'est-à-dire Bachar al-Assad. » Il a également déclaré que lors de la Bataille de Qousseïr, à laquelle Mávros Krínos a participé, des passeports ont été trouvés sur «les cadavres des compatriotes d'Obama» (en parlant de djihadistes sunnites de nationalité américaine).
En Grèce, les sympathisants du groupe auraient menés des actions xénophobes contre des réfugiés,.

## Idéologie
Mávros Krínos est une faction armée nationale-révolutionnaire de tendance nationalistes-socialistes.